# Konstantyn III Lichudes
Konstantyn Lichudes, gr. Κωνσταντίνος Γ' Λειχούδης (zm. 9 sierpnia 1063) – duchowny bizantyjski, od 2 lutego 1059 do 9 sierpnia 1063 jako Konstantyn III sprawował funkcję patriarchy Konstantynopola.

## Życiorys
Konstantyn był uczniem Jana Mauropusa, późniejszego urzędnika cesarskiego za panowania Michała V. W 1059 r. cesarz Izaak I Komnen wybrał go następcą Michała Cerulariusza na tronie patriarszym w Konstantynopolu.
Konstantyn był bliskim przyjacielem historyka Michała Psellosa, który poświęcił mu sporo uwagi w swej Kronice. Według Michała Konstantyn był szlachetny (…), obdarzony niezwykłą elokwencją. Miał język zawsze gotowy do sprostania każdej potędze słów i posiadał gruntowną znajomość spraw publicznych (według tłumaczenia O. Jurewicza). Po abdykacji cesarza Izaaka Konstantyn podczas uroczystego obrzędu przyjął go w poczet mnichów.